# Четверо жебраків
«Четверо жебраків» (фр. quatre mendiantsquatre mendiants або окс. pachichòispachichòis) — обов'язкова складова тринадцяти десертів, які подають на різдвяний стіл в Провансі. Являють собою фрукти й горіхи, які символізують чотири жебручих монашеських орденів.
У Провансі, як і в багатьох інших місцевостях, здавна було заведено запасати на зиму фрукти й горіхи, які були важливою частиною пісного меню. Цими запасами жителі ділилися з мандрівними монахами, що прохали милостиню. Згодом словом «mendiant» — «жебрак», «попрошайка» — стали називати й самі фрукти, колір яких нагадував людям шати того чи іншого чернечого ордену. Ці асоціації змінювалися з плином часу, і поступово встановилися наступні: горіхи (волоські або лісові) символізують августинців; сушений інжир — францисканців; мигдаль — кармелітів; родзинки — домініканців.
Про «чотирьох жебраків» писали фелибри, які чимало зробили для популяризації традиції тринадцяти десертів. В їх роботах згадується провансальське слово pachichòis, проте, швидше всього, воно не мало широкого вжитку.
У наші дні словом «mendiant» називають також кондитерський виріб, що становить собою шоколадний диск, прикрашений мигдалем, родзинками, волоським горіхом, іноді фісташкою. Інжир через великий розмір зазвичай не використовується.